# Берестецкий, Олег Александрович
Олег Александрович Берестецкий (14.02.1943 — 19.01.1986) — советский учёный в области почвенной микробиологии, член-корреспондент ВАСХНИЛ (1983).

## Биография
Родился в с. Карасиха Белогорского района Хмельницкой области. Окончил Житомирский СХИ (1964, с отличием, некоторое время работал там же младшим научным сотрудником) и аспирантуру Украинского НИИ садоводства (1966—1969).
В 1969—1971 младший научный сотрудник Института микробиологии и вирусологии АН УССР. В 1971—1974 заместитель директора по научной работе Украинского НИИ с.-х. микробиологии.
С 1974 директор ВНИИ с.-х. микробиологии (1974—1986). В момент назначения — самый молодой директор академического НИИ.
Доктор биологических наук (1982), профессор (1982), член-корреспондент ВАСХНИЛ (1983).
Руководил исследованиями по использованию биологических факторов в условиях интенсивного
Под его руководством и при непосредственном участии создана коллекция клубеньковых бактерий, которая вошла в мировой каталог Rhizobium и обеспечивает выпуск препаратов клубеньковых бактерий; создан новый высокоэффективный препарат клубеньковых бактерий — ризоторфин.
Получил более 20 авторских свидетельств на изобретения.
Похоронен на Казанском кладбище в Пушкине.